# Polytrope Zustandsänderung
In der Thermodynamik wird eine Zustandsänderung eines Systems, in der für Druck {\displaystyle p} und spezifisches Volumen {\displaystyle v} die Gleichung {\displaystyle pv^{n}=\mathrm {const} } gilt, als polytrop bezeichnet.
Der Exponent {\displaystyle n} wird Polytropenexponent genannt. Bei technischen Vorgängen kann der Polytropenexponent als konstant angesehen werden. Eine Polytrope nimmt im p-v-Diagramm die Form einer Potenzfunktion mit negativer Steigung an.
Sonderfälle der polytropen Zustandsänderung sind:
- {\displaystyle n=0} : isobar
- {\displaystyle n=1} : isotherm
- {\displaystyle n=\infty } : isochor

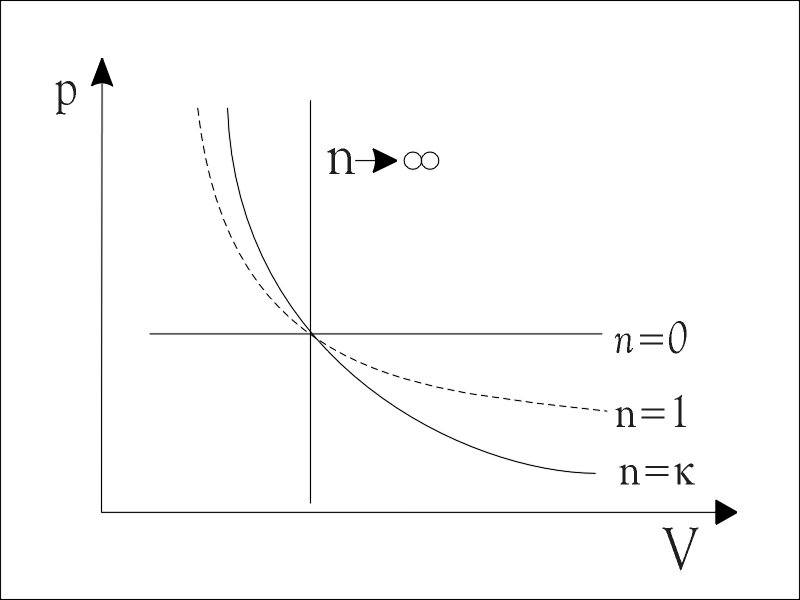
Spezialfälle der polytropen Zustandsänderung

- {\displaystyle n=\kappa ={\frac {c_{\mathrm {p} }}{c_{\mathrm {v} }}}} : isentrop oder auch adiabat-reversibel

Die einem Gas während dieser Zustandsänderung zugeführte Wärme ist gegeben durch:
{\displaystyle Q_{12}=m\ c_{\mathrm {v} }{\frac {n-\kappa }{n-1}}\ (T_{2}-T_{1})}
Dabei bezeichnet {\displaystyle m} die Masse, {\displaystyle T_{1}} und {\displaystyle T_{2}} Anfangs- und Endtemperatur des Prozesses.
Die Polytropie zeichnet sich durch eine feste Wärmekapazität aus, welche sich aus {\displaystyle c_{\mathrm {p} }}, {\displaystyle c_{\mathrm {v} }} und {\displaystyle n} ergibt.
Man spricht auch von polytroper Zustandsgleichung:
{\displaystyle p=K\cdot \rho ^{n}}
mit dem Druck {\displaystyle p}, der Dichte {\displaystyle \rho }, der Polytropenkonstante {\displaystyle K} und dem Polytropenexponenten {\displaystyle n}. (Gelegentlich wird auch der Polytropenindex {\displaystyle m} durch {\displaystyle n=1+{\frac {1}{m}}} eingeführt.). Sie findet zum Beispiel Anwendung in der Astrophysik (Lane-Emden-Gleichung).

## Ideale Gase
Für ideale Gase gelten außerdem  folgende Beziehungen:
{\displaystyle {\frac {T_{2}}{T_{1}}}=\left({\frac {p_{2}}{p_{1}}}\right)^{\frac {n-1}{n}}=\left({\frac {V_{1}}{V_{2}}}\right)^{n-1}} bzw.
{\displaystyle {\frac {p_{2}}{p_{1}}}=\left({\frac {T_{2}}{T_{1}}}\right)^{\frac {n}{n-1}}=\left({\frac {V_{1}}{V_{2}}}\right)^{n}}
mit
{\displaystyle T}: absolute Temperatur
{\displaystyle p}: Druck
{\displaystyle V}: Volumen
{\displaystyle n}: Polytropenexponent.
Bei der isentropen Zustandsänderung eines idealen Gases gilt {\displaystyle n=c_{\mathrm {p} }/c_{\mathrm {v} }}. Mit der isobaren Wärmekapazität {\displaystyle c_{\mathrm {p} }} und der isochoren Wärmekapazität {\displaystyle c_{\mathrm {v} }}. Bei zweiatomigen Gasen kann {\displaystyle n=1{,}403} (beispielsweise Luft als Gasgemisch) und bei einatomigen Gasen (Edelgasen) {\displaystyle n=1{,}66} angesetzt werden.